# 大統領万歳
『大統領万歳』（だいとうりょうばんざい、英語: Hail to the Chief）は、アメリカ合衆国大統領に対する賛歌である。曲は古いスコットランド・ゲール語の歌曲を元にジェームズ・サンダーソンによって書かれた。
この曲は公式の式典においてアメリカ合衆国大統領が現れる際に演奏される。また大統領就任式でも演奏される。主要な公式の機会において、通常はアメリカ海兵隊バンドほかの軍楽隊によって演奏される。1954年以来アメリカ国防総省の指示によって正式な地位が与えられている。大統領の前で演奏されるときには、曲の前に4回のruffles and flourishesと呼ばれるファンファーレが鳴らされる。元大統領の国葬において霊柩車から棺が運び出される際にも演奏される。
19世紀の作品であるため、曲はパブリックドメインにある。

## 歴史
ウォルター・スコットの物語詩『湖上の美人』（1810年）において、氏族の首領であるロデリック・ドゥーを乗せた船の到着時に人々が彼をたたえる「舟歌」(The Boat Song。「Hail to the Chief」はその歌いだしの文句)を歌う。1812年、作曲家のジェームズ・サンダーソン（1769ごろ-1841ごろ）によってこの歌に曲がつけられた。サンダーソンは独学で音楽を学んだイギリス人で、サリー劇場 (Surrey Theatre) のヴァイオリニスト・作曲家であり、1790年代から19世紀はじめにかけて劇場のために多数の曲を書いた。
舟歌は次のような歌詞で始まる。
Hail to the Chief who in triumph advances!

Honored and blessed be the ever-green Pine!—The Lady of the Lake, 1810
君は千代ませ 八千代ませ。

緑変らぬ 松の旗 誉れ高かれ 光あれ。—塩井雨江訳、1894年
『湖上の美人』は1812年5月8日にニューヨークで上演され、ほぼ同時にこの曲は「劇的ロマンス『湖上の美人』中の行進曲と合唱」の題でフィラデルフィアで出版された。この曲に多数のパロディが出現したことは曲の流行を物語る。
1815年、ジョージ・ワシントンをたたえるため、および米英戦争の終了を祝うためにこの曲が「首領への花輪」(Wreaths for the Chieftain)の題で演奏されたのがこの曲と大統領が関係づけられた始めである。1828年、チェサピーク・オハイオ運河の開通を祝う式典においてこの曲がアメリカ海兵隊バンドによって演奏されたが、この式典にはジョン・クィンシー・アダムズ大統領が出席した。1829年、アンドリュー・ジャクソン大統領のときに現職の大統領への賛歌としてはじめてこの曲が使われた。1837年にはマーティン・ヴァン・ビューレン大統領の就任式においてこの曲が演奏された。ジョン・タイラー大統領夫人のジュリア・タイラーは、大統領が到着したときにこの曲を演奏するように要求した。その次のジェームズ・ポーク大統領夫人サラ・チルドレス・ポークは、同曲を恒常的に使用することを勧めた。歴史学者ウィリアム・シールによると、「ポークは強い印象を与える人物ではなかったので、混雑した部屋に大統領が到着したときの当惑を除くために通知が必要だった。大きな会合では楽隊が（中略）行進曲を演奏するときにドラムロールを鳴らし（中略）大統領のために道が開けられる。」
南北戦争中にはアメリカ連合国のジェファーソン・デイヴィス大統領の登場においても演奏された。1861年10月3日、軍事会議のためにデイヴィス大統領がバージニア州フェアファックスを訪問したとき、閲兵のはじめに『大統領万歳』が、最後に『ディキシー』が第1バージニア歩兵連隊バンドによって演奏された。
チェスター・A・アーサー大統領は『大統領万歳』を好まず、新しい曲の作曲をジョン・フィリップ・スーザに依頼した。スーザは『大統領ポロネーズ』を作曲した。アーサー大統領の後はふたたび『大統領万歳』を使用するようになった。
1954年、アメリカ国防総省は『大統領万歳』を正式に大統領に捧げる曲と定めた。
アメリカのロックグループであるクリーデンス・クリアウォーター・リバイバルによる1969年のベトナム反戦曲『Fortunate Son』の歌詞では、アメリカの愛国者やジンゴイストたちを指すのに特に「Hail to the Chief」をあげている。
ジミー・カーター大統領は登場時にこの曲を演奏することを一時期禁じたことがあるが、アメリカの民衆から強く非難されたため、後に取り消した。
1990年のブロードウェイ・ミュージカル『アサシンズ』において、スティーヴン・ソンドハイムは『大統領万歳』の変奏を使用した。とくに劇の冒頭において曲を「伝統的な行進曲のリズムから3⁄4拍子のカーニバルのワルツ」に変えることで「この曲のより邪悪な要素」を強調した。

## 歌詞
Albert Gamseによって歌詞がつけられたが、実際に歌われることは滅多にない。歌詞があることすら知らない人が多い。